# Saint-Germain-de-Grave
Saint-Germain-de-Grave es una población y comuna francesa, situada en la región de Aquitania, departamento de Gironda, en el distrito de Langon y cantón de Saint-Macaire. Produce vino de la AOC Cadillac.

## Demografía
| 189 | 193 | 169 | 171 | 145 | 155 |
| Para los censos de 1962 a 1999 la población legal corresponde a la población sin duplicidades (Fuente: INSEE [Consultar]) |     |     |     |     |     |